# Курилочка (река, Парамушир)
Курилочка — река в России на острове Парамушир, входящем в состав северной группы Большой гряды Курильских островов. Длина Курилочки — 13 км, площадь водосборного бассейна — 26,8 км².
Истоки Курилочки находятся у подножий хребта Левинсона-Лессинга, река течёт в юго-восточном направлении. Курилочка впадает в реку Кума, является ее правым притоком.

## Данные водного реестра
По данным государственного водного реестра России относится к Амурскому бассейновому округу. Речной бассейн — бассейны рек острова Сахалин. Водохозяйственный участок — Курильские острова.
Код водного объекта 20050000312118300010492.